# Chelicerca chamelaensis
Chelicerca chamelaensis is een insectensoort uit de familie Anisembiidae, die tot de orde webspinners (Embioptera) behoort. De soort komt voor in Mexico (Jalisco).
Chelicerca chamelaensis is voor het eerst wetenschappelijk beschreven door Mariño & Márquez in 1982.